# Nati nel 1923/Aprile
| Questa pagina contiene informazioni ricavate automaticamente dalle voci biografiche con l'ausilio del template Bio e di un bot. L'aggiornamento è periodico e automatico e ricostruisce completamente la pagina. Se manca una persona in questa lista, sei pregato di non aggiungerla, ma accertati piuttosto che la sua voce biografica contenga il template Bio e che i dati anagrafici siano correttamente compilati. Se il template Bio manca, inseriscilo tu stesso o, in alternativa, metti l'avviso {{tmp\|Bio}} che ne segnala la mancanza. Se i dati riportati sono sbagliati, correggi direttamente la voce biografica; le modifiche saranno visibili in questa lista entro pochi giorni. Per chiarimenti vedi il progetto biografie. La lista contiene solo le 181 persone che sono citate nell'enciclopedia e per le quali è stato implementato correttamente il template Bio. Pagina aggiornata al 10 ago 2025. |

- 1º aprile - Bobby Cook, cestista statunitense († 2004)
- 1º aprile - Leora Dana, attrice statunitense († 1983)
- 1º aprile - Marcello Durante, linguista e glottologo italiano († 1992)
- 1º aprile - Liliana Grassi, architetta e storica dell'architettura italiana († 1985)
- 1º aprile - Bobby Jordan, attore statunitense († 1965)
- 1º aprile - Livio Maitan, politico italiano († 2004)
- 1º aprile - Bruno Mancinotti, pittore e scultore italiano († 1997)
- 1º aprile - Giovanni Nardi, partigiano italiano († 1944)
- 1º aprile - Park Jae-seung, calciatore sudcoreano († 2015)
- 2 aprile - Antonio Carattino, velista italiano († 2024)
- 2 aprile - Carlo Hintermann, attore e doppiatore italiano († 1988)
- 2 aprile - Bob Kitterman, cestista statunitense († 2000)
- 2 aprile - Adão Nunes Dornelles, calciatore brasiliano († 1991)
- 2 aprile - Aldo Tavolaro, astronomo italiano († 2012)
- 3 aprile - Umberto Borsò, tenore italiano († 2018)
- 3 aprile - Jozef Lenárt, politico cecoslovacco († 2004)
- 3 aprile - Eusebio Sempere, scultore e pittore spagnolo († 1985)
- 3 aprile - Araty Viana, calciatore brasiliano
- 3 aprile - Antonio Villani, giurista italiano († 1999)
- 3 aprile - Chuck Weyant, pilota automobilistico statunitense († 2017)
- 4 aprile - Giacomo Delaude, calciatore italiano
- 4 aprile - Nikola Hajdin, ingegnere serbo († 2019)
- 4 aprile - Reidar Nyborg, fondista norvegese († 1990)
- 4 aprile - Bengt Palmquist, velista svedese († 1995)
- 4 aprile - Peter Vaughan, attore britannico († 2016)
- 5 aprile - Medina Barbattini, operaia e politica italiana († 2012)
- 5 aprile - Božidar Božilov, poeta, pubblicista e traduttore bulgaro († 2006)
- 5 aprile - Léon Fleuriot, linguista e storico francese († 1987)
- 5 aprile - Michael V. Gazzo, attore, drammaturgo e sceneggiatore statunitense († 1995)
- 5 aprile - Alberto Imperiali, partigiano italiano († 2006)
- 5 aprile - Ernest Mandel, economista, politologo e politico belga († 1995)
- 5 aprile - Nguyễn Văn Thiệu, generale e politico vietnamita († 2001)
- 6 aprile - Vasilij Sergeevič Ordynskij, regista cinematografico sovietico († 1985)
- 6 aprile - Herb Thomas, pilota automobilistico statunitense († 2000)
- 6 aprile - Livio Zeller, ingegnere chimico italiano († 2014)
- 7 aprile - Aldo Bufi Landi, attore italiano († 2016)
- 7 aprile - Andrea Gasparino, presbitero e scrittore italiano († 2010)
- 7 aprile - Peter Hilton, matematico e crittografo britannico († 2010)
- 7 aprile - Giuseppe Tadonio, pittore italiano († 1996)
- 8 aprile - Guido Albino Campopiano, politico e avvocato italiano († 2011)
- 8 aprile - Ursula Curtiss, scrittrice statunitense († 1984)
- 8 aprile - Adriano Guerrini, poeta e docente italiano († 1986)
- 8 aprile - Edward Mulhare, attore irlandese († 1997)
- 8 aprile - Raymond Vouel, giornalista e politico lussemburghese († 1987)
- 9 aprile - Arthur Batanides, attore statunitense († 2000)
- 9 aprile - Albert Decourtray, cardinale e arcivescovo cattolico francese († 1994)
- 9 aprile - Francisco Olaya Morales, anarchico, sindacalista e storico spagnolo († 2011)
- 9 aprile - Mauro Carlo Pennacchiotti, politico italiano († 2020)
- 10 aprile - Jane Kean, attrice, cantante e doppiatrice statunitense († 2013)
- 10 aprile - Sima Milovanov, calciatore jugoslavo († 2002)
- 10 aprile - Floyd Simmons, multiplista e attore statunitense († 2008)
- 11 aprile - Nina Garsoïan, storica statunitense († 2022)
- 11 aprile - Christopher Longuet-Higgins, chimico britannico († 2004)
- 11 aprile - Emilio Rossi, giornalista e scrittore italiano († 2008)
- 11 aprile - Ladislao Szabo, pallanuotista argentino
- 11 aprile - Armando Vieira, tennista brasiliano († 2010)
- 11 aprile - Adriano Zecca, allenatore di calcio e calciatore italiano († 1983)
- 12 aprile - Dolores Castro, poetessa, saggista e critica letteraria messicana († 2022)
- 12 aprile - Aldo Masullo, filosofo e politico italiano († 2020)
- 12 aprile - Ann Miller, attrice, ballerina e cantante statunitense († 2004)
- 12 aprile - Pacifico Saldari, politico italiano († 1997)
- 12 aprile - Eddie Turnbull, allenatore di calcio e calciatore scozzese († 2011)
- 12 aprile - Eduardo Vittoria, architetto e designer italiano († 2009)
- 13 aprile - Don Adams, attore statunitense († 2005)
- 13 aprile - Giovanni Bernardini, scrittore e giornalista italiano († 2020)
- 13 aprile - Liana Bortolon, critica d'arte e giornalista italiana († 2020)
- 13 aprile - Luigi Cingolani, calciatore italiano
- 13 aprile - Don Joseph, trombettista statunitense († 1994)
- 13 aprile - Per Kleppe, economista e politico norvegese († 2021)
- 13 aprile - Fernando Lázaro Carreter, filologo spagnolo († 2004)
- 13 aprile - Federigo Sicuteri, medico italiano († 2003)
- 13 aprile - Giorgio Tecce, biologo e dirigente pubblico italiano († 2006)
- 13 aprile - Friedrich Zwazl, calciatore austriaco († 1977)
- 14 aprile - Lydia Clarke, attrice e fotografa statunitense († 2018)
- 14 aprile - John Caldwell Holt, ingegnere, scrittore e pedagogista statunitense († 1985)
- 14 aprile - Mihrimah Sultan, principessa ottomana († 2000)
- 14 aprile - Rodrigo Ruiz Zárate, calciatore messicano († 1999)
- 15 aprile - Renato Appi, poeta e drammaturgo italiano († 1991)
- 15 aprile - Gian Carlo Artoni, poeta italiano († 2017)
- 15 aprile - Anna Maria Bertarini, architetta italiana († 2022)
- 15 aprile - Horst Heilmann, militare tedesco († 1942)
- 15 aprile - Aleksandr Kaljužnyj, ballerino cecoslovacco († 1986)
- 15 aprile - Harvey Lembeck, attore statunitense († 1982)
- 15 aprile - Giorgio Locchi, giornalista e saggista italiano († 1992)
- 15 aprile - Enrico Magenes, matematico e partigiano italiano († 2010)
- 15 aprile - Ernesto Prinoth, pilota automobilistico italiano († 1981)
- 15 aprile - Silvano Rizza, giornalista italiano († 2013)
- 15 aprile - Otto Schnellbacher, giocatore di football americano e cestista statunitense († 2008)
- 15 aprile - Jean Willes, attrice statunitense († 1989)
- 16 aprile - Bruno Ciari, pedagogista italiano († 1970)
- 16 aprile - Bennie Green, trombonista statunitense († 1977)
- 16 aprile - Alina Janowska, attrice polacca († 2017)
- 16 aprile - Luigi Mascherpa, calciatore italiano
- 16 aprile - Arch A. Moore Jr., politico statunitense († 2015)
- 17 aprile - Elio Filippo Accrocca, poeta, scrittore e traduttore italiano († 1996)
- 17 aprile - Lindsay Anderson, regista britannico († 1994)
- 17 aprile - Étienne Bally, velocista francese († 2018)
- 17 aprile - Leo Katkaveck, cestista e giocatore di baseball statunitense († 2006)
- 17 aprile - Lon McCallister, attore statunitense († 2005)
- 17 aprile - Ken Mudford, pilota motociclistico neozelandese († 2004)
- 17 aprile - Gianni Raimondi, tenore italiano († 2008)
- 17 aprile - Jacques Sternberg, scrittore belga († 2006)
- 18 aprile - Vincenzo Giacotto, dirigente sportivo italiano († 1970)
- 18 aprile - Frederick Herzberg, psicologo statunitense († 2000)
- 18 aprile - Ivan Ljavinec, vescovo cattolico ceco († 2012)
- 18 aprile - Il'ja Saulovič Ol'švanger, regista sovietico († 1979)
- 18 aprile - Sergio Saviane, scrittore e giornalista italiano († 2001)
- 18 aprile - Romolo Siena, regista e giornalista italiano († 2004)
- 19 aprile - Ahmed Labidi, maratoneta e mezzofondista tunisino († 2008)
- 19 aprile - Ignazio Leone, attore italiano († 1976)
- 19 aprile - Rocco Scotellaro, scrittore, poeta e politico italiano († 1953)
- 20 aprile - Antonino Buttafuoco, politico italiano († 2005)
- 20 aprile - Fred Iltis, fotografo statunitense († 2008)
- 20 aprile - Antonio Núñez Jiménez, rivoluzionario, politico e geografo cubano († 1998)
- 20 aprile - Madre Angelica, badessa e personaggio televisivo statunitense († 2016)
- 20 aprile - Tito Puente, musicista statunitense († 2000)
- 20 aprile - Jorge Romo Fuentes, calciatore messicano († 2014)
- 21 aprile - Nello Barbadoro, pugile e allenatore di pugilato italiano († 2012)
- 21 aprile - Alfredo Chiaretti, calciatore italiano († 2015)
- 21 aprile - Piero Fiorelli, linguista, storico della letteratura e giurista italiano († 2025)
- 21 aprile - Chris Greenham, effettista statunitense († 1989)
- 21 aprile - Lara Vinca Masini, critica d'arte italiana († 2021)
- 21 aprile - John Mortimer, avvocato, drammaturgo e sceneggiatore inglese († 2009)
- 21 aprile - Achille Roncoroni, imprenditore italiano († 2005)
- 21 aprile - Saturnino, pittore e tenore italiano († 2003)
- 21 aprile - Henk Zanoli, avvocato olandese († 2015)
- 21 aprile - Jakov Borisovič Ėstrin, scacchista sovietico († 1987)
- 22 aprile - Giuseppe Di Cristina, mafioso italiano († 1978)
- 22 aprile - Paula Fox, scrittrice statunitense († 2017)
- 22 aprile - Ermanno Giulini, calciatore italiano
- 22 aprile - Peggy Knudsen, attrice statunitense († 1980)
- 22 aprile - Bettie Page, modella statunitense († 2008)
- 22 aprile - Ubaldo Rey, alpinista italiano († 1990)
- 22 aprile - Aaron Spelling, produttore televisivo, produttore cinematografico e attore statunitense († 2006)
- 23 aprile - Carlo Cavalli, politico italiano († 1995)
- 23 aprile - Roberto Conti, matematico italiano († 2006)
- 23 aprile - Salvador Freixedo, presbitero e parapsicologo spagnolo († 2019)
- 23 aprile - Jimmy Glazzard, calciatore inglese († 1996)
- 23 aprile - Reinhart Koselleck, filosofo e storico tedesco († 2006)
- 23 aprile - Manuel Mejía Vallejo, scrittore, giornalista e poeta colombiano († 1998)
- 23 aprile - Walter Pitts, matematico statunitense († 1969)
- 23 aprile - François Roustang, gesuita e psicoanalista francese († 2016)
- 23 aprile - Heinz Zander, pallanuotista tedesco
- 23 aprile - Eduardo de Medeiros, pentatleta brasiliano († 2002)
- 24 aprile - Sergio Ceravolo, politico italiano († 2003)
- 24 aprile - Jim Hardy, giocatore di football americano statunitense († 2019)
- 24 aprile - Valeriano Ottino, allenatore di calcio e calciatore italiano († 2005)
- 25 aprile - Massimo Annesi, avvocato e giurista italiano († 2005)
- 25 aprile - Anita Björk, attrice svedese († 2012)
- 25 aprile - Francis Graham-Smith, astronomo britannico († 2025)
- 25 aprile - Melissa Hayden, ballerina canadese († 2006)
- 25 aprile - Albert King, chitarrista e cantante statunitense († 1992)
- 25 aprile - Edmond Malinvaud, economista francese († 2015)
- 25 aprile - Pietro Rossano, vescovo cattolico e teologo italiano († 1991)
- 25 aprile - Jack Spencer, cestista e allenatore di pallacanestro statunitense († 2004)
- 25 aprile - Pietro Tinu, pittore italiano († 1999)
- 26 aprile - Cleto Boldrini, politico, avvocato e partigiano italiano († 1984)
- 26 aprile - Ariel Maughan, cestista statunitense († 1997)
- 26 aprile - Oliver Millar, storico dell'arte britannico († 2007)
- 27 aprile - Alberto Bachelet, generale e politico cileno († 1974)
- 27 aprile - Charles Casali, calciatore svizzero († 2014)
- 27 aprile - Lelio Luttazzi, pianista, attore e cantante italiano († 2010)
- 27 aprile - Vito Elio Petrucci, poeta, giornalista e drammaturgo italiano († 2002)
- 27 aprile - Roger Vandooren, calciatore francese († 1998)
- 27 aprile - Viktor Michajlovič Čebrikov, politico e generale sovietico († 1999)
- 28 aprile - Zərifə Əliyeva, oculista sovietica († 1985)
- 28 aprile - Michel Delahoutre, storico delle religioni francese († 2014)
- 28 aprile - Luisa Della Noce, attrice italiana († 2008)
- 28 aprile - José María Jarabo, serial killer spagnolo († 1959)
- 28 aprile - Adele Mara, attrice statunitense († 2010)
- 28 aprile - Dino Trabalzini, arcivescovo cattolico italiano († 2003)
- 28 aprile - Bruno Zumino, fisico italiano († 2014)
- 29 aprile - Cristina Campo, scrittrice, poetessa e traduttrice italiana († 1977)
- 29 aprile - Luigi Dadda, informatico e ingegnere italiano († 2012)
- 29 aprile - Irvin Kershner, regista, direttore della fotografia e produttore cinematografico statunitense († 2010)
- 30 aprile - Giuseppe Bonomo, etnologo italiano († 2006)
- 30 aprile - Percy Heath, contrabbassista statunitense († 2005)
- 30 aprile - Al Lewis, attore statunitense († 2006)
- 30 aprile - Nicla Migliori, tennista italiana († 2008)
- 30 aprile - Giuseppe Rossini, dirigente d'azienda italiano († 2018)
- 30 aprile - Ramón Torrella Cascante, arcivescovo cattolico spagnolo († 2004)